# 腸道外營養
腸道外營養（parenteral nutrition）或肠外营养，是从周围静脉或中心静脉输入机体代谢需要的能量及各种营养素的支持疗法，不经胃肠道摄入。
注入的營養素是由專業的製藥公司製造，其營養素富有高度養分，包含了葡萄糖、鹽、胺基酸還有脂肪等等，更有時添加了維他命或是食用性的礦物質。

## 分型

### 营养占比
- 完全肠外营养（total parenteral nutrition，TPN）又称全静脉营养（total intravenous nutrition），是机体需要的基本营养素均经静脉途径输入、不经胃肠道摄入的一种营养支持方法。全營養混合液（total nutrient admixture，TNA）是在无菌条件下混合配制TPN输液；其包含每天所需的营养物质（碳水化合物、脂肪、氨基酸、水、电解质、微量元素和维生素）。TNA置入聚合材料制成的输液袋内，通过外周或中心静脉导管直接输入机体。

- 部分肠外营养（partial parenteral nutrition，PPN）是当肠内营养无法满足机体的目标需求量时，部分经静脉途径供应其所需营养素的支持方法。

### 静脉通道
- 经中心静脉肠外营养（central parenteral nutrition，CPN）是以微创手术将导管导入中心静脉，利用较大血管输注营养素的肠外营养方法。适用于长期无法由肠胃内营养途径提供足够营养。

- 经外周静脉肠外营养（peripheral parenteral nutrition，PPN）是置管于外周静脉实施的肠外营养方法。适用于渗透浓度不很高的营养液短期治疗。

## 醫療上的使用
全靜脈營養是使用於腸道因為各種原因受損而沒有功能時。這方法被習慣用於意識不清醒的病人，就算利用腸道吸收營養還是比較好且不易有併發症的。腸道外營養是用於防止病人腸道攝取營養不足而造成營養不良。
需要使用TPN的疾病:
- 短腸症候群
- 小腸梗阻
- 活動性胃腸道出血
- 食物不耐受造成的假性肠梗阻
- 每日輸出量高於500ml的enteric-cutaneous瘘

## 癌症相關
TPN應用在癌症的利益大小一直以來飽受爭論，研究資料顯示，長遠來看利益是非常小的。

## 使用時間
短期的PN利用在如果人體的消化系統暫時無法作用(例如腹膜炎時)；長期的PN則是病人因為意外、手術或消化失調導致無法作用的狀況延長。PN可以用來延長出生時缺乏器官或器官畸形的兒童生命。

## 長期使用腸道外營養
在美國大約有40000人在家利用TPN，且因為TPN須要長期地去調控它，所以日常生或會受到影響。但就算日常生活改變，大部分病患認為使用TPN會比住在醫院來的好。
不過人們要盡量避免TPN帶來的生活改變，長期的被治療束縛住會產生沮喪和埋怨的情緒。因此在接受TPN的情況下仍然很鼓勵運動，但要避免肢體接觸或是游泳。大多年輕人對於使用TPN的生活感到困擾，因為這令他們無法參與許多運動和事件。

## 併發症
因為PN供給營養的方式不經由腸道和一些其他傳統的營養吸收路線，容易造成一些併發症。

### 感染
TPN常常因為導管的清潔不佳而產生感染，感染也是這類型病人很可能的死因，致死率大約是15%。這些情況常導致敗血性休克。當要利用中央軀幹的靜脈時，鎖骨下靜脈和腋動脈相較於頸靜脈、股靜脈更加容易使用且感染風險較低。

### 血塊
肺栓塞是PN的併發症之一，嚴重會造成死亡。一般發生栓塞者會接受血栓溶解治療以防更多併發症發生。

### 脂肪肝和肝衰竭
脂肪肝是TPN長期下來的併發症，而且非常地普遍。發病原因是因為使用亞油酸作為卡路里的主要來源。TPN相關的肝病已經在最近5-7年上漲至50%，且致死率也有2-50%，這些肝臟疾病的發生常導致要進行腸道的移植手術。

### 飢餓
因為病人是通過靜脈獲取營養，而不是像一般經過嘴巴，因此會產生強烈的飢餓感。大腦利用來自嘴巴（味覺）、腸道（飽足感）和血液(營養層面)的訊號使自身感受到飢餓，儘管身體的營養早已補充充足。

### 膽囊炎
由於TPN完全不使用腸道，因此會造成膽鹽淤積在膽囊之中，最終有高風險導致急性膽囊炎。其他可能的肝膽失去功能包含脂肪變性、脂肪性肝炎、膽汁淤積、膽結石等等。接受TPN超過三周的病人有6%會產生膽泥，接受TPN超過十三周的病人則100%會發生。

### 消化道萎縮
若在嬰兒時期就接受TPN，則腸道可能因為缺乏刺激而產生萎縮。

### 其他
低磷血症、低鉀血症、高血糖、高碳酸血症、銅和鋅水平降低、凝血酶原時間增加（肝損傷時）、高氯性代謝性酸中毒、胃腸動力下降

## 營養組成

### 已經準備好的溶劑
包含水、電解質、葡萄糖、胺基酸、脂肪、必要維他命、礦物質可能全部溶於一起或分開給予。

### 添加溶劑
乳化劑